# Ceratispa piceonigra
Ceratispa piceonigra es un coleóptero de la familia Chrysomelidae.
Fue descrita científicamente en 1963 por Gressitt.